# 顾伯平
顾伯平（1954年11月—），江苏如皋人。中华人民共和国政治人物。
毕业于复旦大学历史系，后进入国家文物事业管理局、公安部报刊图书出版社工作。1997年，担任云南省委宣传部副部长。2002年，担任云南省大理州委书记。2008年，担任云南省政协副主席。2014年，任全国政协社会和法制委员会驻会副主任。